# Bergman (Arkansas)
Bergman è un comune degli Stati Uniti d'America, situato in Arkansas, nella contea di Boone.